# Танке Ґессен
Танке Ґессен (яп. 丹家 玄瑞;16 лютого 1741 ― 25 лютого 1809) — японський художник періоду Едо. Представник школу Маруяма-Сідзьо.

## Життєпис
Походив з родини, що займалася виготовленням саке. Народився 1741 року у місті Нагоя. Про його життя відомо мало. У 7 років його віддали до монастир Дзодзо-дзі секти Дзьодо в Едо. Тут став вивчати малювання у Сакурай Секкана, що наслідував стилю Сессю. Пізніше, ставши священиком, він влаштувався в монастирі Тіон-ін в Кіото. Тут став учнем художника Маруяма Окьо.
У 1774 році обирається настоятелем монастиря Якусьо-дзі в Ямада (провінція Ісе). Доклав чималих зусиль задля відновлення споруд монастиря, переважно отримуючи кошти під продаж своїх робіт. Про скнарість художника поширювалися легенди. Перш, ніж почати роботу, він завжди вимагав плату вперед і, як правило, дуже високу. Лише пізніше люди дізналися про причини, що спонукали художника вимагати великі гонорари. У нього було три заповітних бажання, які він прагнув виконати. Щоб люди, які жили в його рідному місті, ніколи не голодували, він влаштував таємний склад і наповнив його зерном. Щоб прочани не мучилися, йдучи з села до монастиря, він вирішив побудувати нову дорогу. Також завершив відбудову Якусьо-дзі. За деякими свідченнями, коли Ґессен здійснив три своїх бажання, він пішов у гори, став жити відлюдником і ніколи вже більше не малював. Помер 1809 року в місті Ісе.

## Творчість
Формування власного стилю відбувалося під впливом стилів Сессю, школи Маруяма і Йоса Бусона. Створював пейзажі і портрети. Оскільки людські фігури, які малював Танке Ґессен, часто показували стільки бідності та відчаю, його називали «жебраком, що їсть». Також улюбленою темою Танке Ґессена було зображення друзів на прогулянці або тиха бесіда на лоні природи. Зазвичай перед глядачем постає скупа на деталі мальовнича композиція, але дуже виразна в своїй лаконічності і недомовленості. Серед його робіт особливо добре відомі зображення на розсувних дверях (фусума) в храмі Мійохо-ін в Кіото, «Осіння прогулянка горою з друзями».
Є також автором 3-томної праці «Рессен дзусан» («Ілюстрації преподобних мудреців», 1784 рік).

## Пригоди
Одного разу Танке Ґессен запросила до себе відома гейша і попросила написати її портрет, просто під час бенкету, який вона влаштовувала. Художник погодився і написав у вишуканій манері картину. Закінчивши роботу, він зажадав високу плату. Дівчина заплатила художнику, але, звернувшись до своїх гостей, сказала: «Гроші — ось все, що цьому майстру потрібно. Картини його чудові, але розум його брудний, він думає лише про гроші. А тому його картині саме місце на одній з моїх спідниць». І попросила художника намалювати на внутрішній стороні її спідниці іншу картину. Незворушний Танке Ґессен намалював необхідну картину, отримав за роботу величезну купу грошей і пішов.